# Spartopteryx kindermannaria
Spartopteryx kindermannaria là một loài bướm đêm trong họ Geometridae.